# Алексеєвка (Ізносковський район)
Алексеєвка (рос. Алексеевка) — присілок в Ізносковському районі Калузької області Російської Федерації.
Населення становить 155 осіб. Входить до складу муніципального утворення Присілок Алексеєвка.

## Історія
Від 2004 року входить до складу муніципального утворення Присілок Алексеєвка

## Населення
| 2002 | 2010 | 2022 |
| ---- | ---- | ---- |
| 214  | ↘155 | ↗451 |